# Pfastatt
Pfastatt [(p)fastat]  est une commune de la banlieue de Mulhouse située dans le département du Haut-Rhin, en région Grand Est.
Cette commune se trouve dans la région historique et culturelle d'Alsace. Elle est membre de Mulhouse Alsace Agglomération et fait partie des 20 communes de l'agglomération mulhousienne ayant l'obligation de mettre en place une ZFE-m avant le 31 décembre 2024.
Ses habitants sont appelés les Pfastattois et les Pfastattoises.

## Géographie

### Présentation
La commune de Pfastatt s'étend de part et d'autre de la colline du Haulacker, appelée à tort la dernière colline des Vosges, car on ne trouve ni grès ni granit dans le sol ou le sous-sol local. Il s'agit, en réalité, d'une colline d'origine éolienne, formée de lœss et de glaise. Le versant Ouest de cette colline est à rattacher géologiquement au bassin potassique. Le versant Est s'ouvre sur la plaine d'Alsace. La Doller et ses affluents, le Dollerbaechlein et le Steinbaechel, traversent Pfastatt.

### Voies de communication
La commune est desservie par l'autoroute A36 (axe Belfort-Mulhouse  17) qui permet de gagner l'EuroAirport en 30 minutes, et par le réseau de bus de l'agglomération mulhousienne (lignes 23, 12 et 61) qui permet de rejoindre la gare centrale de Mulhouse et celle de Lutterbach.

### Communes limitrophes
| Richwiller           | Richwiller                   | Mulhouse quartier de Bourtzwiller |
| forêt du Nonnenbruch | Pfastatt                     | Mulhouse quartier de Bourtzwiller |
| Lutterbach           | Mulhouse quartier de Dornach | Mulhouse                          |

### Hydrographie

#### Réseau hydrographique
La commune est dans le bassin versant du Rhin au sein du bassin Rhin-Meuse. Elle est drainée par la Doller, le Dollerbaechlein et le Steinbaechel,.
La Doller, d'une longueur de 46 km, prend sa source dans la commune de Dolleren et se jette dans l'Ill à Mulhouse, après avoir traversé 17 communes. Les caractéristiques hydrologiques de la Doller sont données par la station hydrologique située sur la commune de Reiningue. Le débit moyen mensuel est de 4,1 m3/s. Le débit moyen journalier maximum est de 172 m3/s, atteint lors de la crue du 15 février 1990. Le débit instantané maximal est quant à lui de 207 m3/s, atteint le même jour.
Le Dollerbaechlein, d'une longueur de 18 km, prend sa source dans la commune de Reiningue et se jette dans l'Ill à Ensisheim, après avoir traversé neuf communes.
Le Steinbaechel, d'une longueur de 14 km, prend sa source dans la commune de Burnhaupt-le-Bas et se jette dans la Doller sur la commune, après avoir traversé sept communes.

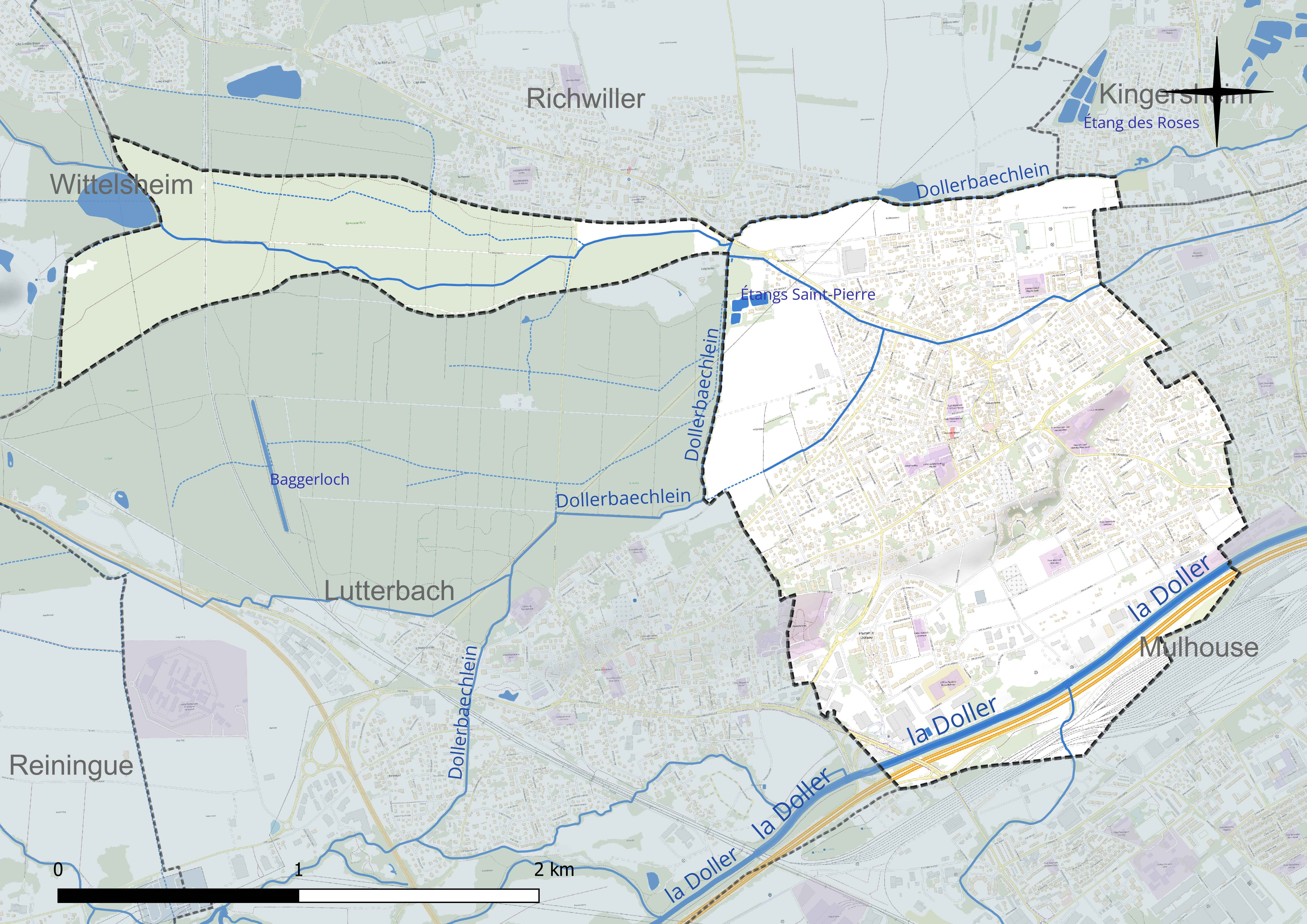
Réseau hydrographique de Pfastatt.

Un plan d'eau complète le réseau hydrographique : les étangs Saint-Pierre (0,3 ha),.

#### Gestion et qualité des eaux
Le territoire communal est couvert par le schéma d'aménagement et de gestion des eaux (SAGE) « Doller ». Ce document de planification concerne le bassin versant de la Doller dont le territoire s’étend sur 280 km2. Il a été approuvé le 15 janvier 2020. La structure porteuse de l'élaboration et de la mise en œuvre est le syndicat mixte « Rivières de Haute-Alsace ».
La qualité des cours d’eau peut être consultée sur un site dédié géré par les agences de l’eau et l’Agence française pour la biodiversité.

### Climat
Pour des articles plus généraux, voir Climat du Grand Est et Climat du Haut-Rhin.
En 2010, le climat de la commune est de type climat des marges montargnardes, selon une étude du Centre national de la recherche scientifique s'appuyant sur une série de données couvrant la période 1971-2000. En 2020, Météo-France publie une typologie des climats de la France métropolitaine dans laquelle la commune est exposée à un climat semi-continental et est dans la région climatique Vosges, caractérisée par une pluviométrie très élevée (1 500 à 2 000 mm/an) en toutes saisons et un hiver rude (moins de 1 °C).
Pour la période 1971-2000, la température annuelle moyenne est de 10,5 °C, avec une amplitude thermique annuelle de 17,8 °C. Le cumul annuel moyen de précipitations est de 636 mm, avec 8,9 jours de précipitations en janvier et 9,3 jours en juillet. Pour la période 1991-2020, la température moyenne annuelle observée sur la station météorologique de Météo-France la plus proche, « Mulhouse », sur la commune de Mulhouse à 4 km à vol d'oiseau, est de 11,1 °C et le cumul annuel moyen de précipitations est de 747,6 mm. 
La température maximale relevée sur cette station est de 39,4 °C, atteinte le 13 août 2003 ; la température minimale est de −21,5 °C, atteinte le 10 février 1956,,.
| Mois                                  | jan.             | fév.             | mars             | avril           | mai             | juin          | jui.            | août          | sep.            | oct.            | nov.           | déc.            | année      |
| ------------------------------------- | ---------------- | ---------------- | ---------------- | --------------- | --------------- | ------------- | --------------- | ------------- | --------------- | --------------- | -------------- | --------------- | ---------- |
| Température minimale moyenne (°C)     | −0,6             | −0,5             | 1,9              | 4,7             | 8,9             | 12,4          | 14,1            | 13,8          | 10,2            | 6,7             | 2,7            | 0,3             | 6,2        |
| Température moyenne (°C)              | 2,3              | 3,4              | 7                | 10,6            | 14,7            | 18,4          | 20,3            | 20            | 15,9            | 11,3            | 6,2            | 3,2             | 11,1       |
| Température maximale moyenne (°C)     | 5,3              | 7,4              | 12               | 16,5            | 20,5            | 24,3          | 26,4            | 26,3          | 21,5            | 15,9            | 9,6            | 6               | 16         |
| Record de froid (°C) date du record   | −20,2 13.01.1968 | −21,5 10.02.1956 | −17,2 04.03.1965 | −6,3 07.04.1956 | −3,1 01.05.1962 | 0,9 03.06.06  | 4,3 02.07.1960  | 4 30.08.1998  | −0,6 24.09.1964 | −6,7 31.10.1997 | −13,4 30.11.10 | −19 20.12.1981  | −21,5 1956 |
| Record de chaleur (°C) date du record | 18,3 10.01.1991  | 21,9 24.02.1990  | 26,5 31.03.21    | 30 22.04.1968   | 33,3 25.05.09   | 37,6 09.06.14 | 38,9 31.07.1983 | 39,4 13.08.03 | 34,1 11.09.23   | 29,7 13.10.23   | 24,3 07.11.15  | 19,9 16.12.1989 | 39,4 2003  |
| Précipitations (mm)                   | 57,9             | 49,2             | 49,9             | 49,9            | 78,2            | 67,8          | 63              | 67,1          | 61,1            | 69,7            | 58,7           | 75,1            | 747,6      |

| Diagramme climatique                                  |             |           |             |             |              |            |              |              |             |            |          |
| J                                                     | F           | M         | A           | M           | J            | J          | A            | S            | O           | N          | D        |
| 5,3−0,657,9                                           | 7,4−0,549,2 | 121,949,9 | 16,54,749,9 | 20,58,978,2 | 24,312,467,8 | 26,414,163 | 26,313,867,1 | 21,510,261,1 | 15,96,769,7 | 9,62,758,7 | 60,375,1 |
| Moyennes : • Temp. maxi et mini °C • Précipitation mm |             |           |             |             |              |            |              |              |             |            |          |

Les paramètres climatiques de la commune ont été estimés pour le milieu du siècle (2041-2070) selon différents scénarios d'émission de gaz à effet de serre à partir des nouvelles projections climatiques de référence DRIAS-2020. Ils sont consultables sur un site dédié publié par Météo-France en novembre 2022.

## Urbanisme

### Typologie
Au 1er janvier 2024, Pfastatt est catégorisée grand centre urbain, selon la nouvelle grille communale de densité à sept niveaux définie par l'Insee en 2022.
Elle appartient à l'unité urbaine de Mulhouse, une agglomération intra-départementale regroupant 20 communes, dont elle est une commune de la banlieue,,. Par ailleurs la commune fait partie de l'aire d'attraction de Mulhouse, dont elle est une commune du pôle principal,. Cette aire, qui regroupe 132 communes, est catégorisée dans les aires de 200 000 à moins de 700 000 habitants,.

### Occupation des sols
L'occupation des sols de la commune, telle qu'elle ressort de la base de données européenne d’occupation biophysique des sols Corine Land Cover (CLC), est marquée par l'importance des territoires artificialisés (61,7 % en 2018), en augmentation par rapport à 1990 (55,1 %). La répartition détaillée en 2018 est la suivante :
zones urbanisées (45 %), forêts (21,9 %), zones industrielles ou commerciales et réseaux de communication (16,6 %), zones agricoles hétérogènes (13,2 %), terres arables (3,2 %). L'évolution de l’occupation des sols de la commune et de ses infrastructures peut être observée sur les différentes représentations cartographiques du territoire : la carte de Cassini (XVIIIe siècle), la carte d'état-major (1820-1866) et les cartes ou photos aériennes de l'IGN pour la période actuelle (1950 à aujourd'hui).

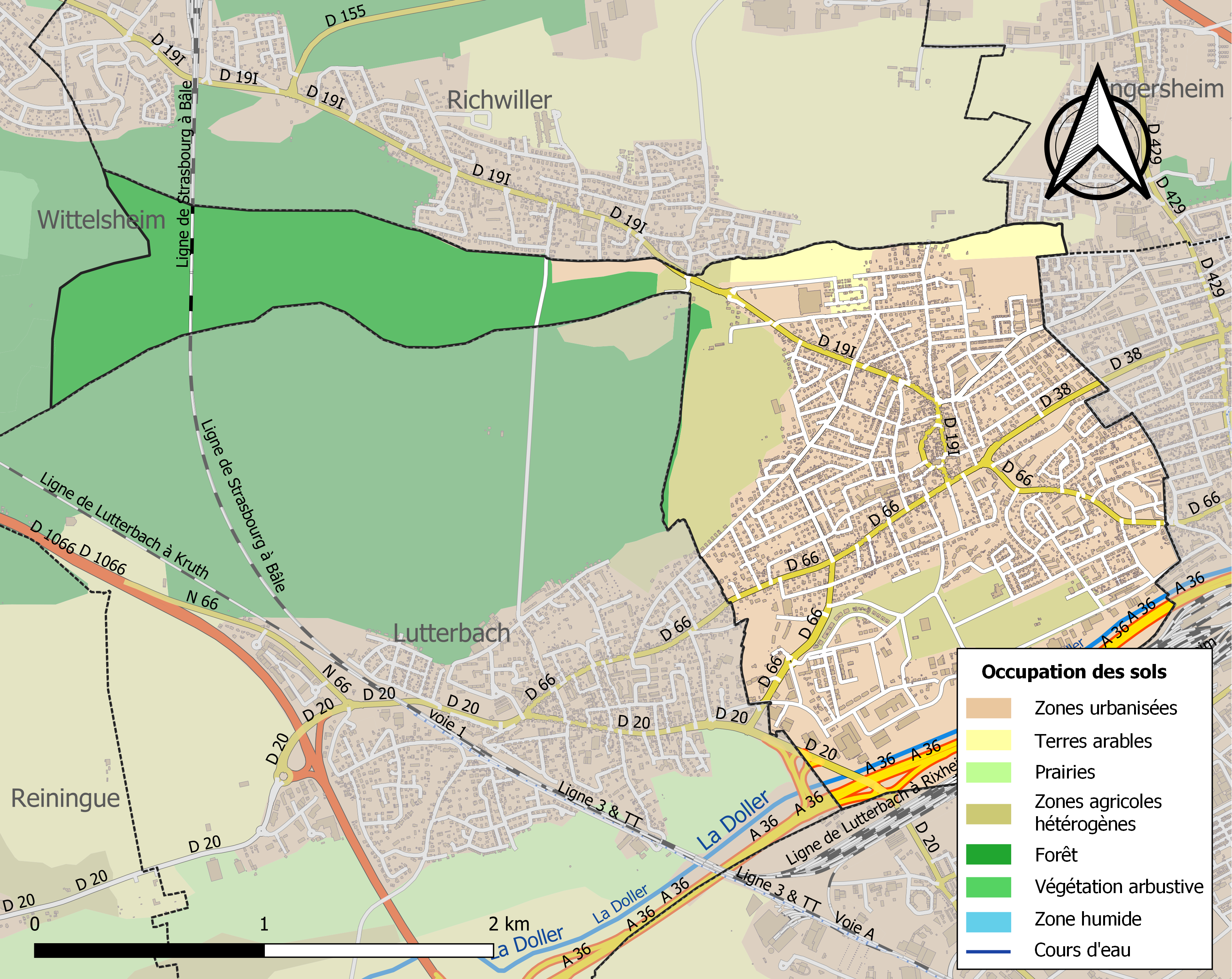
Carte des infrastructures et de l'occupation des sols de la commune en 2018 (CLC).

## Histoire

### Toponymie
Le nom Pfastatt (Pfoscht en alsacien) apparaît sous la forme Pfaffen Statten au cours du XIIIe siècle, ce qui pourrait se traduire par « l'emplacement des prêtres », mais la colline du Haulacker est habitée depuis l'Antiquité et le nom actuel serait en réalité lié à une remotivation assez tardive.

En effet, en 790, le site s'appelle Findstatinse, germanisation du locus celte vindo- (blanche) -ialos (la clairière), autrement dit : la clairière blanche.

### Antiquité
Durant l'Époque gauloise, les Séquanes occupent la colline du Haulacker. La rue de la République est une voie de communication importante reliant Illzach aux Vosges.
Selon Jean-Georges Samacoitz, Pfastatt aurait été le site de l'affrontement entre Jules César et le Germain Arioviste, relaté au début de la guerre des Gaules (Bataille de l'Ochsenfeld). Les Romains installeront, après la conquête de la Gaule, un poste d'observation et des écuries sur la colline du Haulacker. De nombreux vestiges datant de cette époque ont été découverts entre 1912 et 1939.

### Moyen Âge
En 728, Pfastatt est mentionné comme un hameau rattaché à l'abbaye de Murbach. C'est en 1270 que les chevaliers de Hus reçoivent le village de Pfastatt des Habsbourg. Ils bâtissent un château au lieu-dit Pfastatt le Château.
En 1454, quatre ans après que le théologien Jean Vinetti ait fait entrer la sorcellerie, la femme Kelling est condamnée pour sorcellerie.

### Période moderne

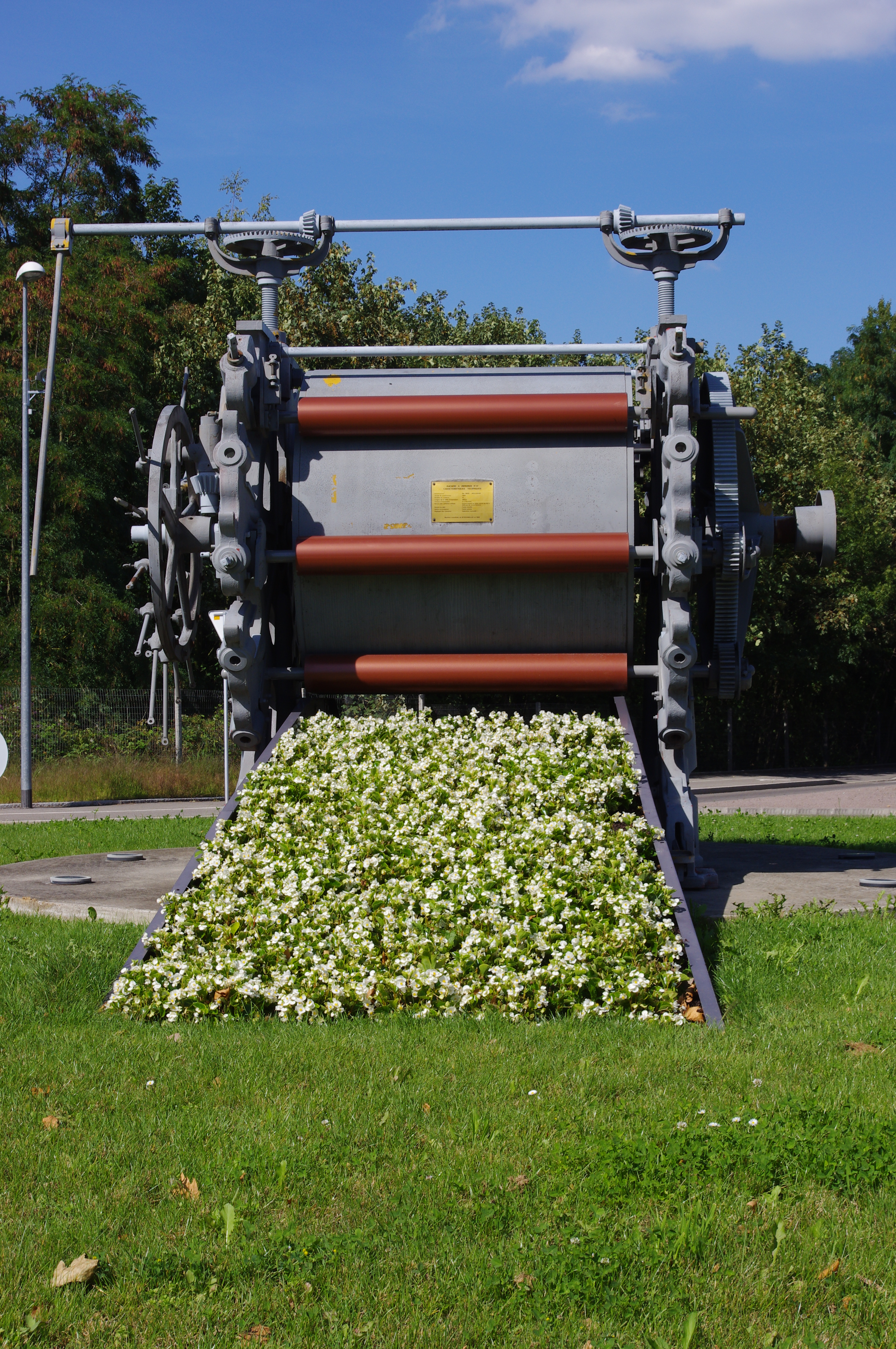
La presse d'impression sur étoffes, vestige de l'usine Texunion.

En 1628, durant la guerre de Trente Ans, le village est détruit par le feu.
En 1753, sur décision de l'évêque de Bâle, Pfastatt devient une paroisse à part entière (elle était précédemment rattachée à Lutterbach).
Auguste Lalance, Henry Haeffely et Gustave Schaeffer fondent les Établissements d'impression, de teinture et de blanchiments de Pfastatt, dans l'enceinte de l'ancien château en 1870.

### Période contemporaine
Le 10 juillet 1870, les ouvriers de l'usine Haeffely se mirent en grève pour réclamer une augmentation de salaire. Ils ne gagnaient que 2 francs (l'équivalent actuel de 20 euros)  par jour pour onze heures de travail. Le patron - et châtelain - de Pfastatt leur avait répondu qu'ils devaient faire des heures supplémentaires et fit appel aux soldats pour garder l'usine. Le procureur impérial écrivit "La grève est le résultat d'une transformation latente qui s'est opérée peu à peu dans l'esprit des ouvriers. (...) Aujourd'hui la rupture est consommée. Il y a deux classes en présence." (Source Archives départementales du Haut-Rhin, La révolution industrielle en Alsace)
Durant la Seconde Guerre mondiale, l'occupant allemand lance une action de défrancisation de la commune, avec comme première mesure l'interdiction de l'usage de la langue française dans la vie publique, voire privée. Les noms des rues principales de la commune changent : la rue de la république devient la rue Adolph Hitler et la rue de Richwiller la Hermann-Goering Strasse. Les livres français sont ramassés et brûlés. La communauté juive est expulsée, ses locaux sont pillés. En décembre 1940, 27 familles connues pour leurs sentiments patriotiques sont envoyées vers la « France de l'intérieur ». Ces brimades ont pour effet d'accélérer la structuration d'un réseau de résistance (le réseau Wodli), actif jusqu'à la libération.
Le 20 janvier 1945, après deux mois de combats acharnés, Pfastatt et Lutterbach sont libérés par le 23e RIC.
Plus récemment, le 31 décembre 2000, la fermeture de l'usine DMC - Texunion de Pfastatt (311 salariés) laisse une friche industrielle de 33 ha.
En 2004, la réhabilitation de la friche industrielle laissée par Texunion débute. Le Domaine de la Cotonnade devrait à terme permettre à la commune d'accroître sa population de 25 %.
Le 6 juillet 2008, vers 19 heures, un incendie se déclare à l'hôpital de Pfastatt. Le bilan est lourd (quatre morts).

### Héraldique
| Blason de Pfastatt | Les armes de Pfastatt se blasonnent ainsi : « D'azur au mors de cheval d'argent, à la gourmette de même. » |

### Liste des maires

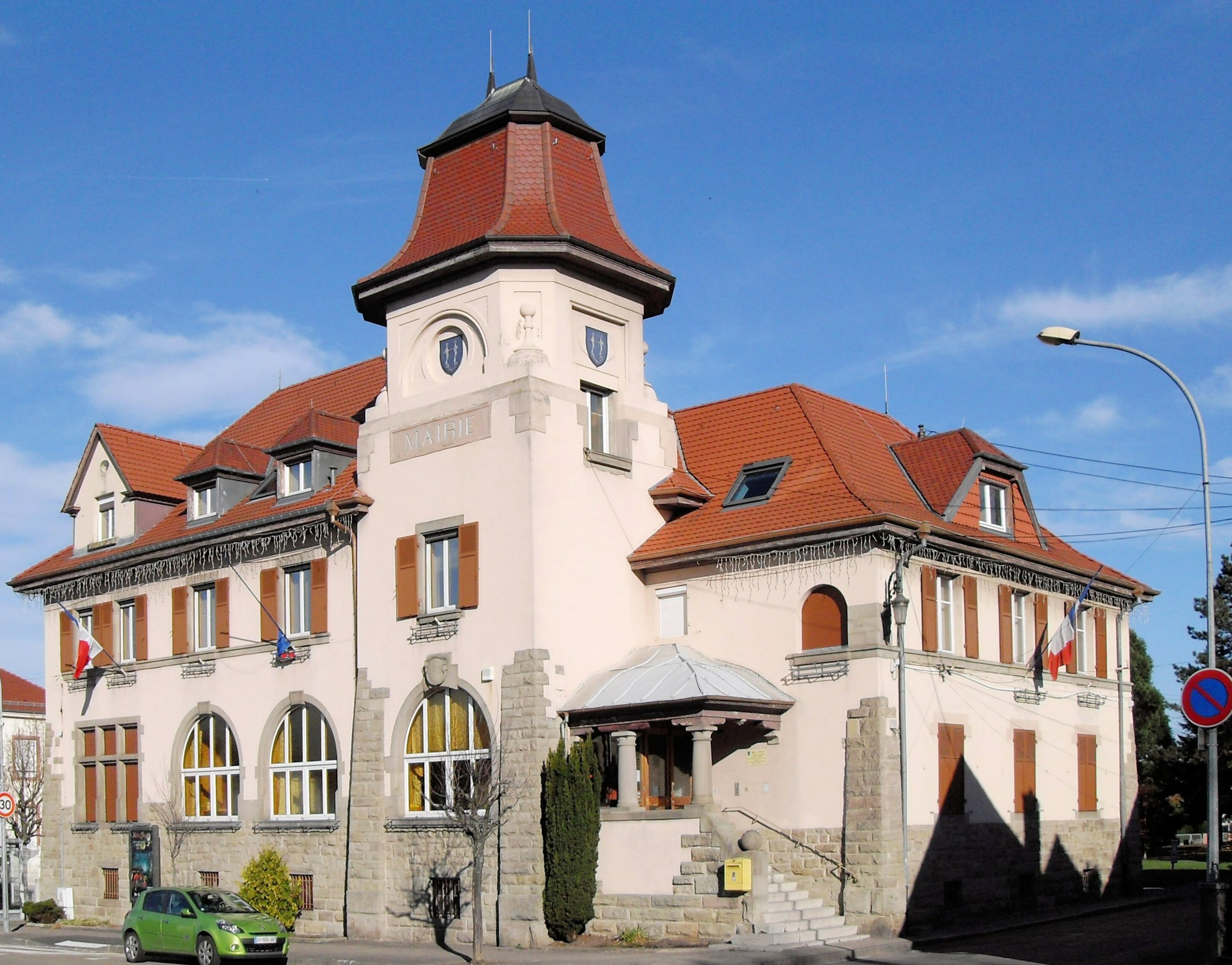
Mairie de Pfastatt.

## Politique et administration

### Finances locales
Cette sous-section présente la situation des finances communales de Pfastatt.
Pour l'exercice 2013, le compte administratif du budget municipal de Pfastatt s'établit à  9 004 000 € en dépenses et 9 575 000 € en recettes :
En 2013, la section de fonctionnement se répartit en 6 554 000 €  de charges (720 € par habitant) pour 7 104 000 € de produits (780 € par habitant), soit un solde de 550 000 € (60 € par habitant), :
- le principal pôle de dépenses de fonctionnement est celui des charges de personnels[Note 9] pour  2 978 000 € (45 %), soit 327 € par habitant, ratio inférieur de 36 % à la valeur moyenne pour les communes de la même strate (513 € par habitant). Pour la période allant de 2009 à 2013, ce ratio fluctue et présente un minimum de 327 € par habitant en 2013 et un maximum de 359 € par habitant en 2011 ;
- la plus grande part des recettes est constituée des impôts locaux[Note 10] pour un montant de 3 605 000 € (51 %), soit 396 € par habitant, ratio inférieur de 12 % à la valeur moyenne pour les communes de la même strate (448 € par habitant). Sur la période 2009 - 2013, ce ratio fluctue et présente un minimum de 348 € par habitant en 2010 et un maximum de 467 € par habitant en 2009.

Les taux des taxes ci-dessous sont votés par la municipalité de Pfastatt. Ils ont varié de la façon suivante par rapport à 2012 :
- la taxe d'habitation constante 12,56 % ;
- la taxe foncière sur le bâti égale 18,93 % ;
- celle sur le non bâti constante 45,57 %.

La section investissement se répartit en emplois et ressources. Pour 2013, les emplois comprennent par ordre d'importance :
- des dépenses d'équipement[Note 12] pour  1 989 000 € (81 %), soit 218 € par habitant, ratio inférieur de 43 % à la valeur moyenne pour les communes de la même strate (385 € par habitant). Pour la période allant de 2009 à 2013, ce ratio fluctue et présente un minimum de 153 € par habitant en 2010 et un maximum de 244 € par habitant en 2012 ;
- des remboursements d'emprunts[Note 13] pour un montant de 461 000 € (19 %), soit 51 € par habitant, ratio inférieur de 35 % à la valeur moyenne pour les communes de la même strate (79 € par habitant).

Les ressources en investissement de Pfastatt se répartissent principalement en :
- nouvelles dettes pour une somme de 900 000 € (36 %), soit 99 € par habitant, ratio supérieur de 24 % à la valeur moyenne pour les communes de la même strate (80 € par habitant). Sur la période 2009 - 2013, ce ratio fluctue et présente un minimum de 0 € par habitant en 2010 et un maximum de 103 € par habitant en 2012 ;
- fonds de Compensation pour la TVA pour  177 000 € (7 %), soit 19 € par habitant, ratio inférieur de 54 % à la valeur moyenne pour les communes de la même strate (41 € par habitant).

L'endettement de Pfastatt au 31 décembre 2013 peut s'évaluer à partir de trois critères : l'encours de la dette, l'annuité de la dette et sa capacité de désendettement :
- l'encours de la dette pour une valeur totale de 5 474 000 €, soit 601 € par habitant, ratio inférieur de 32 % à la valeur moyenne pour les communes de la même strate (881 € par habitant). Sur la période 2009 - 2013, ce ratio fluctue et présente un minimum de 491 € par habitant en 2010 et un maximum de 619 € par habitant en 2012[A2 5] ;
- l'annuité de la dette pour une somme de 652 000 €, soit 72 € par habitant, ratio inférieur de 36 % à la valeur moyenne pour les communes de la même strate (112 € par habitant). Depuis 5 ans, ce ratio fluctue et présente un minimum de 68 € par habitant en 2011 et un maximum de 87 € par habitant en 2009[A2 5] ;
- la capacité d'autofinancement (CAF) pour un montant de 1 098 000 €, soit 121 € par habitant, ratio inférieur de 33 % à la valeur moyenne pour les communes de la même strate (181 € par habitant). Depuis 5 ans, ce ratio fluctue et présente un minimum de 66 € par habitant en 2010 et un maximum de 180 € par habitant en 2011[A2 6]. La capacité de désendettement est d'environ 4 années en 2013. Sur une période de 14 années, ce ratio présente un minimum d'environ 2 années en 2000 et un maximum d'environ 13 années en 2007.

### Relations avec les autres communes
Jusqu'au 1er janvier 2010, la commune ne faisait partie d'aucune communauté de communes. La création de la M2A a favorisé l'intercommunalité.
Jumelage avec  Cascastel-des-Corbières, département de l'Aude (France) depuis le 29 août 2009.

### Plan de Prévention des Risques Naturels et Technologiques
Sur les 30 dernières années, la commune a été frappée par 3 évènements reconnus comme catastrophes naturelles : du 09/04/1983 au 10/04/1983 des inondations et coulées de boue, du 25/12/1999 au 29/12/1999 des inondations, coulées de boue et mouvements de terrain et le 15/11/2012.
Tout comme les autres communes de la couronne mulhousienne, Pfastatt connaît un risque sismique modéré.
Enfin parmi les risques technologiques, la gare de marchandises de Mulhouse Nord située en partie sur le ban communal sert au transport de matières dangereuses issue ou à destination des industries chimiques de la région ce qui a entraîné la mise en place d'un plan de prévention. Les autres risques ne concernent qu'une partie du ban communal : le barrage de Michelbach sert de réservoir d'eau potable pour toute l'agglomération et sa rupture pourrait inonder les quartiers de la Cotonnade et du Fehlaker, riverains de la Doller. La colline du Haulacker est traversée par d'anciennes galeries qui ne sont plus toutes entretenues. En 2016, l'une d'elles est à l'origine d'un fontis qui amène la municipalité à réaliser d'importants travaux routiers dans le quartier de la tuilerie. De même, Les quartiers ouest de la ville sont en limite du bassin potassique. Tous ces risques font l'objet d'un plan de prévention.

### Du Plan d'Occupation des Sols (POS) au Plan Local d'Urbanisme (PLU)
La révision du POS et sa transformation en PLU a démarré début 2013 et donné lieu à une réunion d'information publique en mairie en avril 2013.

## Démographie
L'évolution du nombre d'habitants est connue à travers les recensements de la population effectués dans la commune depuis 1793. Pour les communes de moins de 10 000 habitants, une enquête de recensement portant sur toute la population est réalisée tous les cinq ans, les populations de référence des années intermédiaires étant quant à elles estimées par interpolation ou extrapolation. Pour la commune, le premier recensement exhaustif entrant dans le cadre du nouveau dispositif a été réalisé en 2008.

En 2022, la commune comptait 10 275 habitants, en évolution de +8,15 % par rapport à 2016 (Haut-Rhin : +0,66 %, France hors Mayotte : +2,11 %).
| 1793 | 1800 | 1806 | 1821 | 1831 | 1836  | 1841  | 1846  | 1851  |
| ---- | ---- | ---- | ---- | ---- | ----- | ----- | ----- | ----- |
| 582  | 622  | 734  | 754  | 980  | 1 104 | 1 211 | 1 243 | 1 208 |

| 1856  | 1861  | 1866  | 1871  | 1875  | 1880  | 1885  | 1890  | 1895  |
| ----- | ----- | ----- | ----- | ----- | ----- | ----- | ----- | ----- |
| 1 256 | 1 381 | 1 551 | 1 648 | 1 814 | 2 000 | 2 121 | 2 282 | 2 414 |

| 1900  | 1905  | 1910  | 1921  | 1926  | 1931  | 1936  | 1946  | 1954  |
| ----- | ----- | ----- | ----- | ----- | ----- | ----- | ----- | ----- |
| 2 726 | 3 004 | 3 216 | 3 468 | 3 937 | 4 225 | 4 095 | 3 463 | 4 591 |

| 1962  | 1968  | 1975  | 1982  | 1990  | 1999  | 2006  | 2008  | 2013  |
| ----- | ----- | ----- | ----- | ----- | ----- | ----- | ----- | ----- |
| 5 209 | 5 986 | 6 353 | 6 247 | 8 061 | 7 946 | 8 356 | 8 471 | 9 426 |

| 2018  | 2022   | - | - | - | - | - | - | - |
| ----- | ------ | - | - | - | - | - | - | - |
| 9 656 | 10 275 | - | - | - | - | - | - | - |

## Économie
La vitalité économique de la commune dépend depuis toujours de celle de Mulhouse, ville-centre de l'unité urbaine du même nom.
Ainsi, sous l'Ancien Régime, de nombreux Pfastattois partageaient leurs journées entre la culture des champs et le tissage et « exportaient » leur production à Mulhouse où elle était imprimée et commercialisée par les drapiers locaux. Le Seigneur de Pfastatt savait en outre se montrer très tolérant lorsqu'il s'agissait d'accueillir des minorités religieuses capables d'enrichir son domaine. Au XIXe siècle, Pfastatt devient un centre de production textile (et le restera jusqu'à la fermeture des usines Texunion), ce qui favorise l'installation de l'industrie chimique (site Rhodia fermé en 2008) et électrique et mécanique. La zone d'activité située sur les rives de la Doller accueille aujourd'hui des PME. L'entreprise la plus importante est Plastic Omnium Clean Energy Systems (équipementier automobile fournissant les usines Stellantis de Mulhouse et Sochaux, ainsi que l'usine Renault-SOVAB de Batilly). On compte également deux entreprises dans le domaine de l'alimentaire: la biscuiterie Albisser (PME fondée en 1946) qui a réalisé en 2016 un chiffre d'affaires d'1,2 million d'euros et le fabricant de confitures Beyer, installé à Pfastatt, depuis 1992 (fondé en 1921 à Mulhouse).

## Vie locale

### Enseignement
Pfastatt est rattachée à l'Académie de Strasbourg. En 2009, ce sont 1078 élèves qui sont scolarisés dans l'une ou l'autre écoles de la commune.
Pfastatt dispose de 3 écoles maternelles (Fehlacker, J.J. Walz et école maternelle du centre), de 2 écoles primaires (Fehlacker et école du centre) et d'un collège (Collège Katia et Maurice Krafft).
Une centaine d'enfants suivent l'enseignement bilingue proposée par la commune de la petite section de maternelle au CM2. Les adolescents souhaitant poursuivre dans cette voie sont ensuite scolarisés à Lutterbach. L'école primaire du centre dispose d'une chorale depuis de nombreuses années. Le collège a ouvert en 2009-2010 une section JSP (jeunes sapeurs-pompiers).
Depuis 1987, la halte garderie la Ribambelle accueille les enfants entre 10 semaines et 4 ans. 20 places sont réservées à un accueil régulier (type crèche), 10 places à un accueil temporaire sur réservation.

### Sports et culture
La commune dispose d'une vie locale plutôt riche dans ce domaine compte tenu de sa taille et compte plus d'une cinquantaine d'associations et d'organisations aux centres d'intérêt très divers, parmi lesquels :
- l'UMP / Union Musicale de Pfastatt, école de musique et harmonie (la doyenne des associations de la commune) ;
- La Bobine centre culturel (danse, théâtre, gymnastique, yoga, poterie, peinture, accueil péri-scolaire et centre de loisirs)[51] ;
- l'office municipal des sports et des loisirs (stages multi-sport durant les vacances scolaires, fête de la musique, 14 juillet, marché aux puces, concerts de jazz en été) ;
- la société Espérance (musique et une équipe de Gymnastique Rythmique de niveau national) ;
- le club de Karaté DO et de Taï Jitsu ; le club de judo ;
- la société d'arboriculture qui gère le verger école ;
- le basketball, le handball (HBC Pfastatt), le volleyball (VBC), le football (FCP) ;
- l'amicale des donneurs de sang (qui organise une collecte tous les 2 mois) ;
- l'association des pêcheurs à la ligne ;
- les mercredis des neiges (journées de ski en saison et bourse aux vêtements en novembre) ;
- les jardins collectifs Schoff ;
- l'association générale des familles (Bourses de vêtements et de jouets et aides aux adhérents dans leurs démarches administratives) ;

Pfastatt possède une bibliothèque municipale et une ludothèque, mais aussi des carnavaliers qui maintiennent la tradition des cliques : les Spackwagges et les « D’Pfâscht Trummler ». Le festival de théâtre Môm'en Scène est organisé tous les ans par la MJC pour les comédiens de 6 à 20 ans vers la mi-juin : durant 3 jours, plus de 40 représentations sont données sur la commune par près de 200 comédiens.

### Cultes
Outre la paroisse catholique Saint-Maurice (rue Neuve), on trouve à Pfastatt une communauté mennonite et a accueilli en 1972 une église de maison évangélique, la Porte Ouverte Chrétienne, jusqu'à son déménagement à Mulhouse puis à Bourtzwiller. Une communauté juive s'était installée à Pfastatt, à la suite de l'interdiction faite aux juifs de résider à Mulhouse intra-muros. Cette communauté y avait construit une maison de retraite et une synagogue. La synagogue a été détruite à la fin de la 2e guerre mondiale[réf. souhaitée].
La chapelle réformée Saint-Marc (située à la limite de Pfastatt sur le ban communal de Mulhouse Bourtzwiller) a accueilli les protestants réformés jusqu'en juin 2022, avant que la paroisse ne rejoigne la Dynamique mulhousienne.
La paroisse de Mulhouse-Pfastatt de l'Église de Jésus-Christ des saints des derniers jours (rue Robert Meyer) est implantée à Pfastatt.

### Équipements de santé
L'hôpital de Pfastatt comprend trois pôles d'activités cliniques : - un pôle de médecine polyvalente comptant un plateau médico-technique (polyclinique et radiologie) et une consultation de la douleur ainsi qu'un service de médecine polyvalente à orientation gériatrique, - un pôle de gériatrie(service de soins de suite et de réadaptation, un hôpital de jour de gériatrie et une équipe mobile de soins palliatifs) - un pôle d'addictologie clinique. Il gère également un établissement d'hébergement pour personnes âgées dépendantes (EHPAD) réparti sur deux sites : le Home Haeffely et les Roseaux. (Home Haeffely voisin qui doit son nom à l'un des fondateurs de l'ancienne usine textile de la commune). Il comprend également une Pharmacie à Usage Intérieur.
L'amicale des donneurs de sang organise tous les 2 mois (en général le mardi après-midi) une collecte à la salle culturelle du foyer Saint-Maurice.

### Marché
La tentative d'implanter un marché hebdomadaire à côté de la mairie s'est soldée par un échec. Une fois l'an, la municipalité organise une grande brocante qui n'est ouverte qu'aux non professionnels. Parmi les autres manifestations annuelles, on peut citer le marché de Noël qui se tient chaque année aux abords du foyers Saint-Maurice et la « Zwatschgawayafast » du mois de septembre dont 2009 marquait la trentième édition. Enfin, le foyer Saint-Maurice accueille régulièrement des bourses où l'on vend des articles d'occasion (vêtements, périculture, articles de sport d'hiver).

### Écologie et recyclage
- Recyclage : Jusqu'en 2019[56], il n'y avait pas de collecte sélective sur la commune. En revanche, les habitants pouvaient apporter volontairement le papiers, le PET et le verre dans l'un des nombreux points tris. De plus, ils ont accès à la déchèterie de la rue de la ferme ouverte du lundi au samedi et aux autres déchèterie du SIVOM de l'agglomération mulhousienne. Jusqu'en 2010, des bennes réparties sur la commune permettaient aux habitants de se débarrasser des encombrants. Malheureusement, l'attitude peu scrupuleuse de certains (dépôts de produits polluants et dangereux tel l'amiante, des vieux pneus, des bonbonnes de gaz)[57] a eu raison de ce service. En 2020, la collecte des recyclés représente un tonnage annuel de 599 tonnes soit de 62,5 kg par habitant[56].
- Arboriculture : Une démonstration de taille des arbres fruitiers (formation et fructification) a lieu au verger école chaque 2e dimanche du mois de janvier à mars de 9 h 30 à 11 h 30. On y donne également des conseils sur les traitements phytosanitaires.
- Espaces naturels classés : Depuis mai 2004, l'enclave de la forêt de Nonnenbruch située sur la commune de Pfastatt est classée forêt de protection[58].

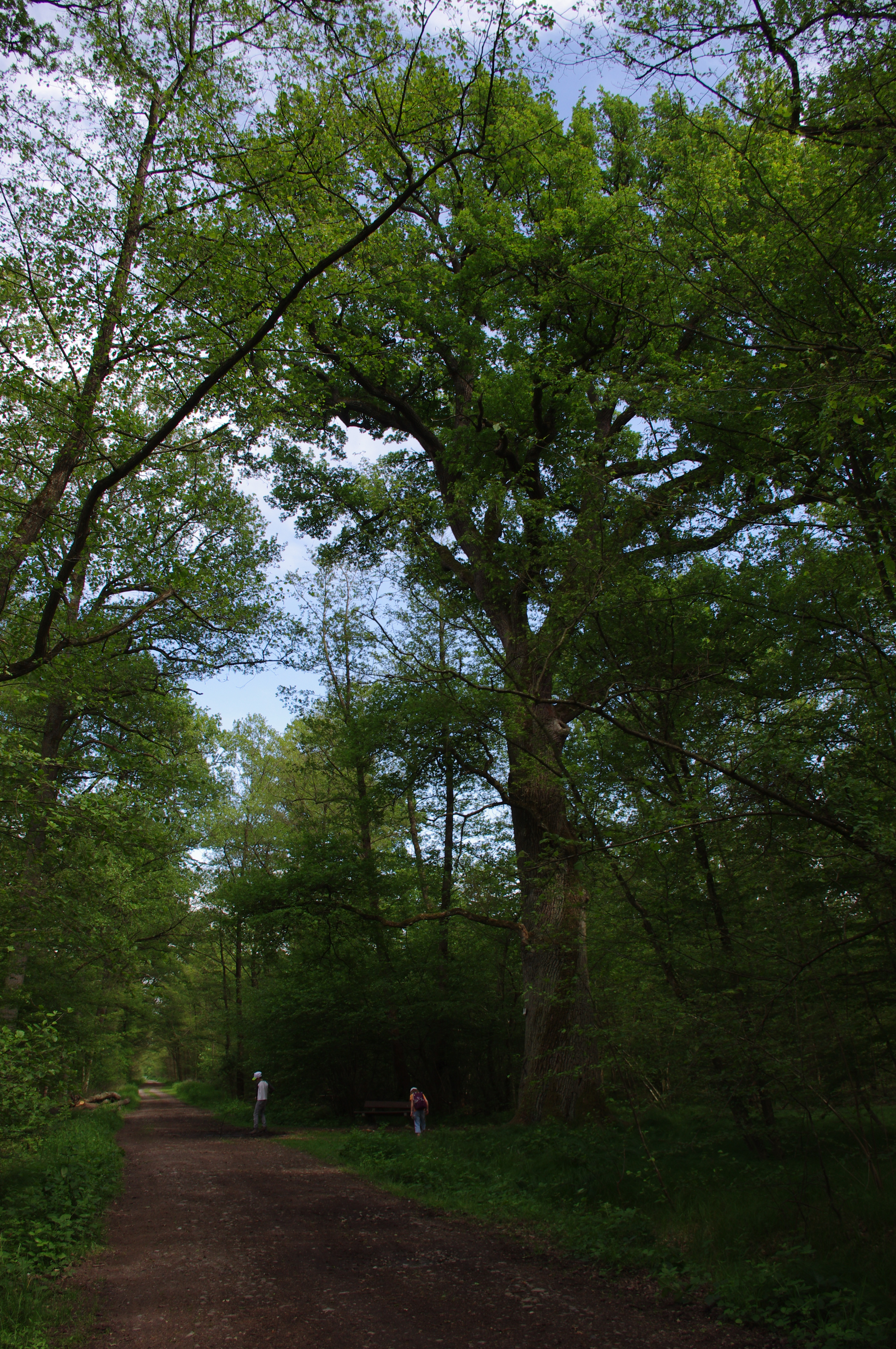
Arbre bicentenaire de la Forêt du Nonnenbruch.

## Lieux et monuments

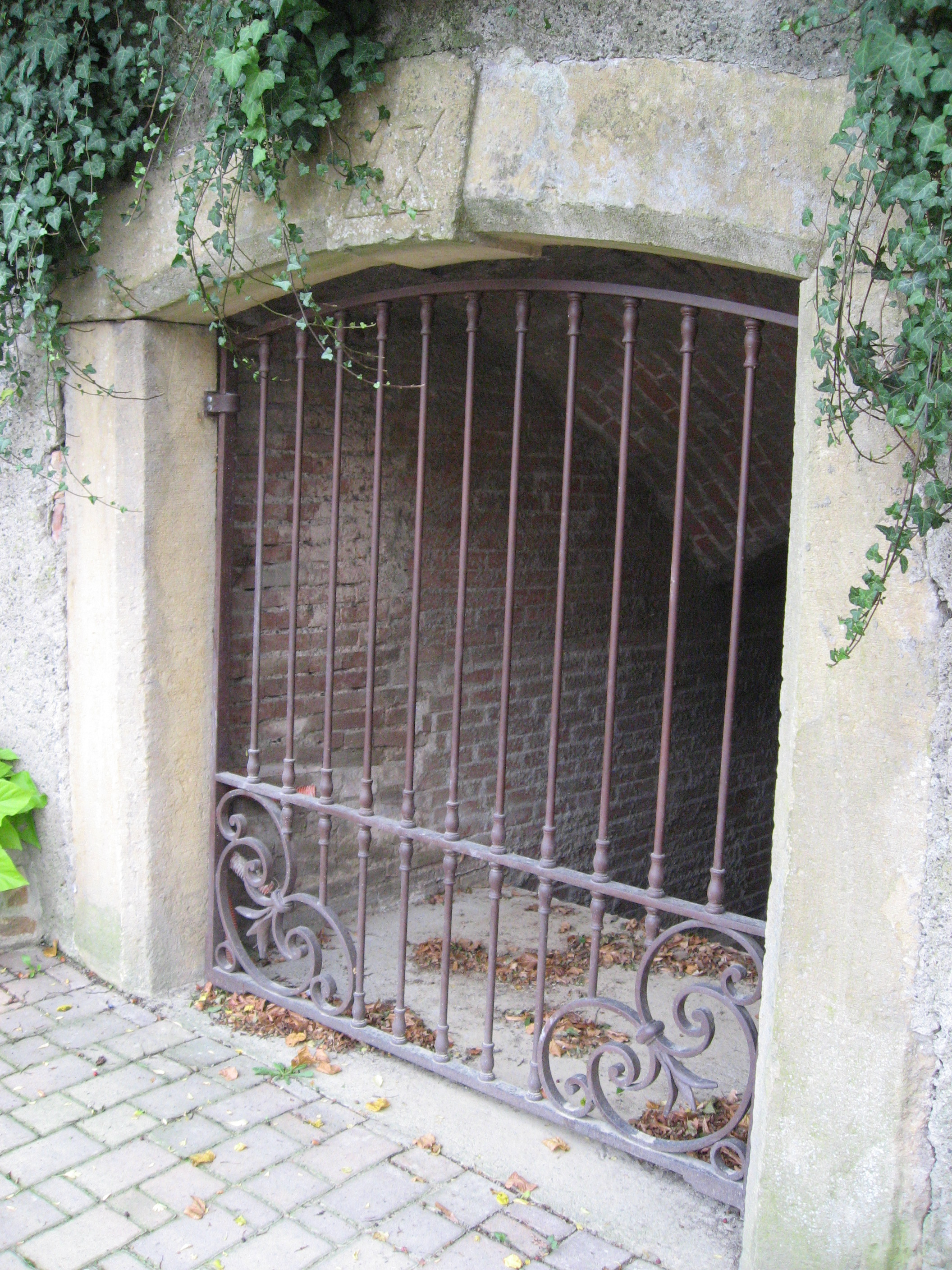
Entrée d'une cave à champagne à Pfastatt en septembre 2009, au dessus de la porte, on devine l'étoile des brasseurs.

Il ne reste aucun vestige du château médiéval et la présence d'une importante industrie textile du XIXe siècle au début du XXIe siècle n'a laissé pour trace qu'une presse pour l'impression des étoffes sur un rond-point à l'entrée de la commune, quelques maisons de maîtres et une ferme alsacienne (annexe de la teinturerie). L'église Saint-Maurice est une église néo-romane de 1867. On y donne régulièrement des concerts. La mairie a été construite à la fin du XIXe siècle durant l'occupation allemande.
Parmi les curiosités locales, sont à signaler :
- un chêne remarquable : cet arbre âgé de plus de 200 ans est situé dans le bois de Nonnenbruch, sur le ban communal de Pfastatt[59] ;
- les caves à champagnede la Colline du Haulacker : ces galeries ont été creusées à l'origine par les brasseurs de Lutterbach dans la colline du Haulacker. Elles servirent à affiner du moût de raisin entre 1870 et 1914, puis d'abris pour la population durant la seconde Guerre mondiale. Très instables, elles ont été partiellement cartographiées depuis 2002 et ne sont pas ouvertes au public ;
- un calvaire daté de 1886 à l'angle de la rue de la Plaine et de la rue de Richwiller, avec une inscription en allemand (un autre témoin de la période 1870-1918 où l'Alsace avait été annexée par l'Empire allemand).
- Le parc Denise Ferrier, nommé d'après une engagée volontaire, qui s'est illustrée au moment de la libération de la commune[60].

## Personnalités liées à la commune

### Naissances dans la commune
- Sébastien Burtz (1753-1834), premier maire de Pfastatt et fondateur de Bourtzwiller[61].
- Henri Haeffely (1816-1877), industriel du textile et homme politique, issu d'une famille originaire du canton d'Argovie[62].
- Jacques Abtey, (1908-1998), compagnon de la Libération.
- Édouard Salzborn (1927-2013), footballeur français.

### Décès dans la commune
- Eugène Lacaque (1914-2015) graveur de timbres-poste.
- L'ornithologue et militant associatif Daniel Daske (1940-2019), fondateur de la Fédération des conservatoires d'espaces naturels et son épouse la dessinatrice naturaliste Christiane Boeglin Daske (1937-2019) ont habité Pfastatt jusqu'à leur décès[63]. Le 22 février 2022, un tilleul est planté dans le parc du Général-de-Gaulle pour leur rendre hommage[64].

### Autres personnalités
- Denise Ferrier, qui s'illustra lors de la libération de la commune (Hiver 1945)[60] et décéda quelques semaines plus tard à Richwiller[réf. souhaitée].
- Les volcanologues Katia Krafft et Maurice Krafft ont habité Pfastatt et laissé leur nom au collège de la commune.
- Benjamin Toniutti (1989 -) capitaine de l'équipe de France de Volley et double champion olympique a vécu et débuté le Volley à Pfastatt. En août 2024, le COSEC situé sur la commune est baptisé Cosec Benjamin Toniutti pour lui rendre hommage[65].